# Harry Woods
Henry "Harry" MacGregor Woods, född 4 november 1896 i North Chelmsford i Massachusetts i USA, död 14 januari 1970 i Phoenix i Arizona, var en amerikansk pianist, kompositör och sångtextförfattare.
Efter studier vid Harvard bosatte han sig på Cape Cod för att ägna sig åt lantbruk när han blev inkallad för att delta i första världskriget. Trots en medfödd skada på vänsterhanden hade han lärt sig spela piano som barn, och under tiden i armén utvecklade han sin talang att skriva sånger. Efter militären flyttade han till New York och började med musiken på allvar. Det större genombrottet kom 1923 med sångerna I'm Goin' South och Paddlin' Madelin' Home. Under karriären skrev han över 360 låtar och från 1929 arbetade han med filmmusik för Hollywood. Från 1934 var han bosatt i England under tre år anställd av ett brittiskt filmbolag. Omkring 1945 drog sig Woods tillbaka och flyttade till Arizona. Han omkom 1970 då han blev påkörd av en bil utanför sitt hem.

## Kompositioner (i urval)
- 1923 (eller –21) – I'm Goin' South (med Abner Silver), (Yes, sir, till Tennessee!, svensk text S.S. Wilson
- 1923 – Long Lost Mama
- 1926 – When the Red, Red, Robin Comes Bob, Bob, Bobbin' Along, (Tidig serenad / Är du rädd, Red Robin, svensk text Karin Wollgast)
- 1926 – Poor Papa, (Stackars pappa, svensk text Nils Georg)
- 1927 – I'm Looking over a Four Leaf Clover, (Alla behöver en lyckoklöver, svensk text Reinhold Foiack
- 1927 – Side by Side, (Hand i hand / Du och jag, svensk text Håkan Norberg / Marvel)
- 1930 – Here Comes the Sun, (Min och din och hans, svensk text Karl Gerhard)
- 1931 – When the Moon Comes Over the Mountain
- 1932 – Try a Little Tenderness
- 1932 – The voice in the Old Village Choir
- 1934 – What a Little Moonlight Can Do, (Att leva livet farligt, svensk text Karl Gerhard; Vad en liten gumma kan gno, svensk text Hans Alfredson, Tage Danielsson)
- 1934 – Dancing with my Shadow, (Ensam med min skugga, svensk text Nils-Georg; Jag dansar med min skugga, svensk text Bré)

## Frälsningsarmén
Trots att Woods inte var guds bästa barn använde den engelske generalen i Frälsningsarmén Albert Orsborn musiken till The voice in the Old Village Choir till sin sång The Well is deep, (Från källans djup, svensk text Eskil Roos).